# Cheilanthes bonapartei
Cheilanthes bonapartei là một loài dương xỉ trong họ Pteridaceae. Loài này được J.P. Roux mô tả khoa học đầu tiên năm 2009.